# Heinz Guderian
Heinz Wilhelm Guderian (Chełmno, Imperio alemán; 17 de junio de 1888 - Schwangau, Alemania Occidental; 14 de mayo de 1954) fue un militar alemán, coronel general (Generaloberst) de la Wehrmacht y Jefe del Estado Mayor General del Alto Mando del Ejército (OKH). Después de la guerra se convirtió en un exitoso autor de memorias. Pionero y defensor del concepto de la moderna Blitzkrieg (guerra relámpago), jugó un papel central en el desarrollo del concepto de División Panzer. En 1943 se convirtió en inspector general de las Tropas Blindadas.
Al comienzo de la Segunda Guerra Mundial dirigió un cuerpo blindado en la invasión de Polonia. Durante la invasión de Francia comandó las unidades blindadas que atacaron a través del bosque de las Ardenas y abrumaron las defensas aliadas en la batalla de Sedan. Lideró el 2.º Panzergruppe durante la operación Barbarroja, la invasión de la Unión Soviética. La campaña terminó en una derrota después de que la operación Tifón fracasara en su objetivo principal de capturar Moscú, después de este fracaso y por desobedecer las órdenes de Hitler de no retroceder fue destituido.
A principios de 1943 Adolf Hitler le nombró para el puesto recién creado de inspector general de Tropas Blindadas. En este cargo tenía una amplia responsabilidad de reconstruir y entrenar nuevas fuerzas blindadas, pero tuvo un éxito limitado debido al empeoramiento de la economía de guerra de Alemania. Guderian fue nombrado jefe del Estado Mayor General del Alto Mando del Ejército, inmediatamente después del atentado del 20 de julio de 1944 para asesinar a Hitler y a partir de ese momento, se convirtió en asesor personal de Hitler para el frente oriental, momento en que se asoció estrechamente con el régimen nazi.
Guderian fue puesto a cargo del «Tribunal de Honor del Ejército» por Hitler que, a raíz del complot, se utilizó para expulsar a supuestos conspiradores del ejército para que pudieran ser juzgados en el Volksgerichtshof (tribunal del pueblo) y ejecutados. Durante la Operación Barbarroja las tropas bajo su mando llevaron a cabo la Orden de los Comisarios y el Decreto Barbarroja y estuvo implicado en la comisión de represalias después del fallido alzamiento de Varsovia de 1944.
Se rindió a las tropas estadounidenses el 10 de mayo de 1945 y estuvo internado en un campo de prisioneros en Inglaterra hasta 1948, momento en que fue puesto en libertad sin cargos y se retiró para escribir sus memorias tituladas Recuerdos de un soldado (en alemán: Erinnerungen eines Soldaten), publicadas en 1950, que se convirtieron rápidamente en un gran éxito de ventas, muy leídas hasta el día de hoy. En sus memorias, promovió varios mitos muy extendidos en la posguerra, incluido el mito de la Wehrmacht inocente y además se describió a sí mismo como el único creador de la fuerza panzer alemana; omitió cualquier mención de su relación con Hitler y el régimen nazi o de los crímenes de guerra cometidos por las tropas bajo su mando durante la invasión de Polonia y de la Unión Soviética. Murió en 1954 y fue enterrado en Goslar.

## Biografía

### Infancia y juventud
Heinz Guderian nació el 17 de junio de 1888 en Kulm en esa época en Prusia Occidental parte del Imperio alemán (actualmente Chełmno, Polonia), hijo de Friedrich y Clara (nacida Kirchhoff). Su padre y abuelos eran oficiales prusianos y creció en ciudades de guarnición rodeado por militares. En 1903 dejó su hogar y se inscribió en un colegio militar como cadete. Era un estudiante capaz, aunque tuvo un bajo rendimiento en su examen final. Entró en el ejército como aspirante a oficial en febrero de 1907 con el 10.º Batallón de Infantería Ligera de Hannover, al mando de su padre. Se convirtió en teniente segundo en enero de 1908. El 1 de octubre de 1913 se casó con Margarete Goerne con quien tuvo dos hijos, Heinz Günther (1914-2004) y Kurt Bernhard (1918-1984).
Al estallar la Primera Guerra Mundial se desempeñó como oficial de comunicaciones y comandante de una estación de radio. En noviembre de 1914 fue ascendido a teniente primero. Entre mayo de 1915 y enero de 1916 estuvo a cargo de la inteligencia de señales para el 4.º Ejército. Luchó en la batalla de Verdún durante este período y el 15 de noviembre de 1915 fue ascendido a capitán, luego fue enviado a la 4.ª División de Infantería antes de convertirse en comandante del 2.º Batallón de Infantería del 14.º Regimiento. El 28 de febrero de 1918 fue nombrado miembro del Estado Mayor del cuerpo de inteligencia del ejército, donde se especializó en telecomunicaciones. Al final de la guerra estaba destinado como oficial de operaciones en la Italia ocupada. A pesar de la dramática situación en que se encontraba tanto el ejército alemán como la propia Alemania, no estaba de acuerdo con que dicho país firmara el Armisticio del 11 de noviembre de 1918, porque creía que el Imperio alemán debía continuar la guerra.

### Preguerra
A principios de 1919 fue seleccionado como uno de los cuatro mil oficiales permitidos por el Tratado de Versalles a la Reichswehr restringida a 100 000 hombres. Fue asignado para servir en el estado mayor del comando central del Servicio de Guardias de la Frontera Oriental, que estaba destinado a controlar y coordinar las unidades independientes Freikorps en la defensa de las fronteras orientales de Alemania contra las fuerzas polacas y soviéticas comprometidas en la guerra civil rusa. En junio de 1919 se unió a la Brigada de Hierro (más tarde conocida como División de Hierro) como su segundo oficial de Estado Mayor.
En la década de 1920 conoció las tácticas de guerra blindada de Ernst Volckheim, un comandante de tanques de la Primera Guerra Mundial y un prolífico escritor sobre el tema. Estudió a los principales expertos europeos sobre guerra blindada y entre 1922 y 1928 escribió cinco artículos para «Military Weekly», una revista de las fuerzas armadas. Si bien los temas tratados en dichos artículos eran mundanos, los relacionó con el tema «Alemania ha perdido la Primera Guerra Mundial», un tema muy controvertido en ese momento y así elevó su perfil dentro del ejército. Se llevaron a cabo algunas maniobras con tanques de prueba en la Unión Soviética, de las cuales fue el encargado de evaluar académicamente los resultados. En ese momento Gran Bretaña también estaba experimentando con unidades blindadas al mando del general Percy Hobart y se mantuvo al tanto de los escritos de Hobart. En 1924 fue nombrado instructor e historiador militar en Stettin (actual Szczecin).
En 1927 fue ascendido a mayor y en octubre destinado a la sección de transporte del Truppenamt, una forma clandestina de Estado Mayor del ejército, que había sido expresamente prohibido por el Tratado de Versalles. Para el otoño de 1928 era un destacado orador y escritor sobre temas relacionados con tanques; sin embargo, no puso un pie en uno hasta el verano de 1929 cuando condujo brevemente un tanque sueco Stridsvagn m / 21-29. En octubre de 1928 fue transferido al Estado Mayor de Instrucción de Transporte Motorizado para dedicarse, principalmente, a tareas docentes. En 1931 fue ascendido a Oberstleutnant y se convirtió en jefe de gabinete de la Inspección de Tropas Motorizadas bajo el mando del Generalmajor Oswald Lutz. Esto colocó a Guderian en el centro del desarrollo de la guerra móvil y las fuerzas blindadas en Alemania.

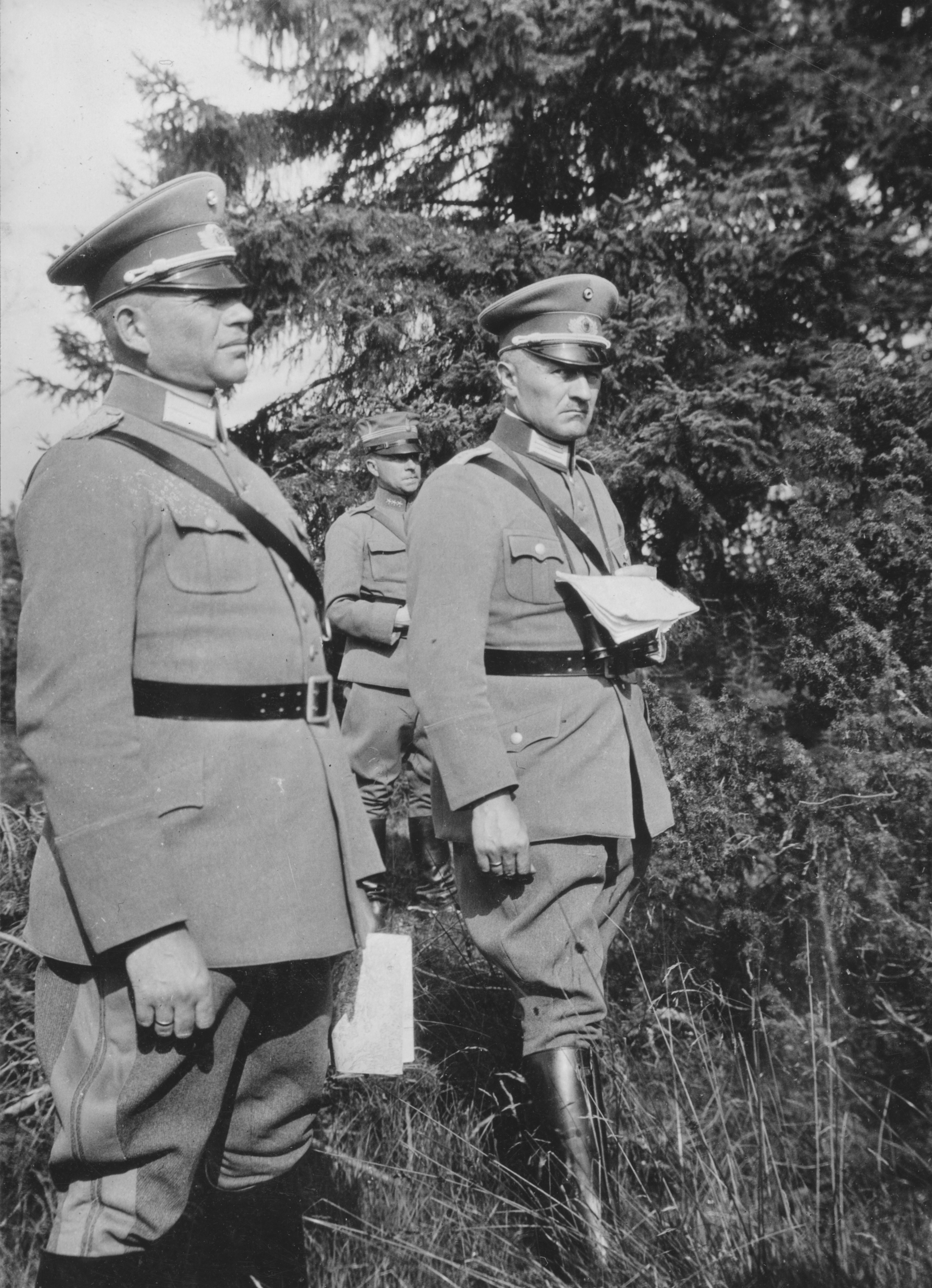
Mayor Guderian en Suecia en 1929.

En la década de 1930 jugó un papel importante en el desarrollo tanto del concepto de División Panzer como de una doctrina de guerra ofensiva mecanizada que más tarde se conocería como Blitzkrieg. El 3.er batallón de transporte motorizado de Guderian se convirtió en el modelo para la futura fuerza blindada alemana. Sin embargo, su papel fue menos central de lo que afirmó posteriormente en sus memorias y de lo que muchos historiadores occidentales repitieron en la posguerra.Él y su superior inmediato Lutz tenían una relación simbiótica, ambos trabajaron incansablemente con el objetivo compartido de crear una poderosa fuerza panzer. Guderian era la cara pública que defendía la guerra mecanizada y Lutz trabajaba entre bastidores en un segundo plano.
Después de la llegada de los nazis al poder en 1933 se acercó al régimen nazi para promover el concepto de fuerza panzer, atraer apoyos y asegurar los recursos necesarios para su desarrollo. A principios de 1934 realizó una demostración del concepto de guerra blindada al propio Hitler, cuando este vio en funcionamiento los tanques experimentales de que disponía Alemania en ese momento exclamóː «¡Eso es lo que necesitoǃ ¡Eso es lo que quiero tenerǃ», la visión de Guderian de la guerra relámpago parecía garantizada.
Lutz persuadió, engatusó y compensó el comportamiento a menudo arrogante y argumentativo de Guderian hacia sus compañeros. A este respecto el historiador italiano Pier Battistelli escribió que es difícil determinar exactamente quién desarrolló cada una de las ideas tras la fuerza panzer. Muchos otros oficiales, como Walther Nehring y Hermann Breith, también participaron en su concepción. Sin embargo, Guderian es ampliamente aceptado como pionero en el desarrollo del sistema de comunicaciones para las unidades blindadas. Sin embargo, los principios centrales de la guerra relámpago  – independencia, masa y sorpresa –  fueron publicados por primera vez en declaraciones doctrinales de guerra mecanizada por Lutz.

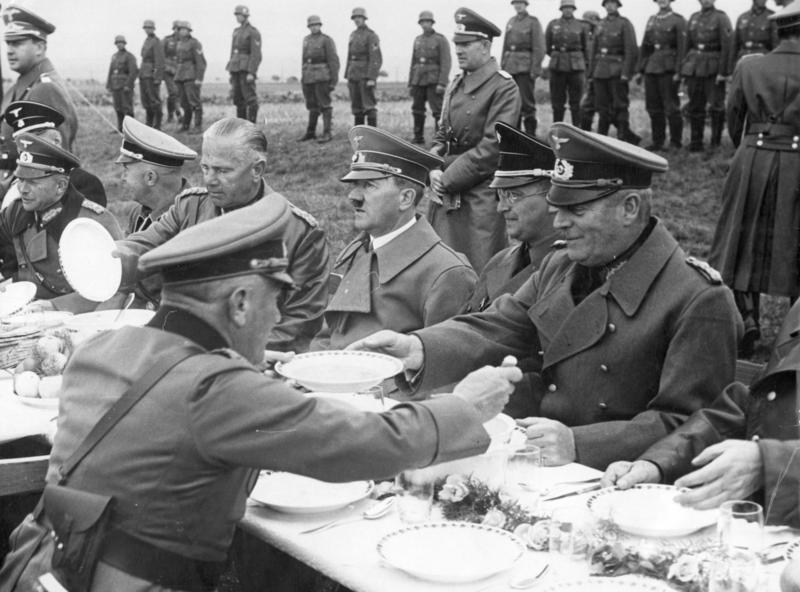
Adolf Hitler de camino a Eger, ocupada por las tropas alemanas, durante una pausa para comer el 3 de octubre de 1938. De derecha a izquierda: Wilhelm Keitel, Konrad Henlein, Adolf Hitler, Walter von Reichenau, Heinrich Himmler y Heinz Guderian.

Durante el otoño de 1936 Lutz pidió a Guderian que escribiera Achtung-Panzer! Solicitó un tono polémico que promoviera el Comando de Tropas Móviles y la guerra mecanizada estratégica. En el trabajo resultante, mezcló conferencias académicas, una revisión de la historia militar y la teoría de la guerra blindada basada, en parte, en el libro Der Kampfwagenkrieg (La guerra de carros) de 1934 del general austrohúngaro Ludwig von Eimannsberger. Aunque limitado, el libro fue un éxito en muchos aspectos. Contenía dos preguntas importantes que requerirían respuesta si se mecanizaba el ejército. ¿Cómo se abastecerá al ejército con combustible, repuestos y vehículos de reemplazo? ¿Y cómo mover grandes fuerzas mecanizadas, especialmente por carretera? Respondió a sus propias preguntas en discusiones sobre tres áreas generales: reabastecimiento de combustible; recambios; y acceso a carreteras.
En 1938 Hitler purgó al ejército de personal que no simpatizaba con el Partido Nazi, razón por la cual Lutz fue despedido y reemplazado por Guderian. En la primavera de ese mismo año, tuvo su primera experiencia al mando de una fuerza blindada durante la anexión de Austria. La movilización fue caótica, los tanques se quedaron sin combustible o se averiaron y la capacidad de combate de la formación era prácticamente nula. Si hubiera habido alguna lucha real, ciertamente hubiera sido derrotado. Se unió al Führer en Linz cuando este se dirigía de Alemania a Austria a celebrar la anexión. Posteriormente, se dispuso a remediar los múltiples problemas que había encontrado en la fuerza panzer. El último año, antes del estallido de la Segunda Guerra Mundial, fomentó una relación cada vez más estrecha con Hitler. Asistió a la ópera con él y recibió invitaciones a cenar. Cuando el Premier británico Neville Chamberlain, en su política de apaciguamiento, le cedió a Hitler la región checoslovaca de Sudetenland, mediante los Acuerdos de Múnich, la región fue ocupada por el XVI Cuerpo Motorizado al mando de Guderian.

## Segunda Guerra Mundial

### Invasión de Polonia

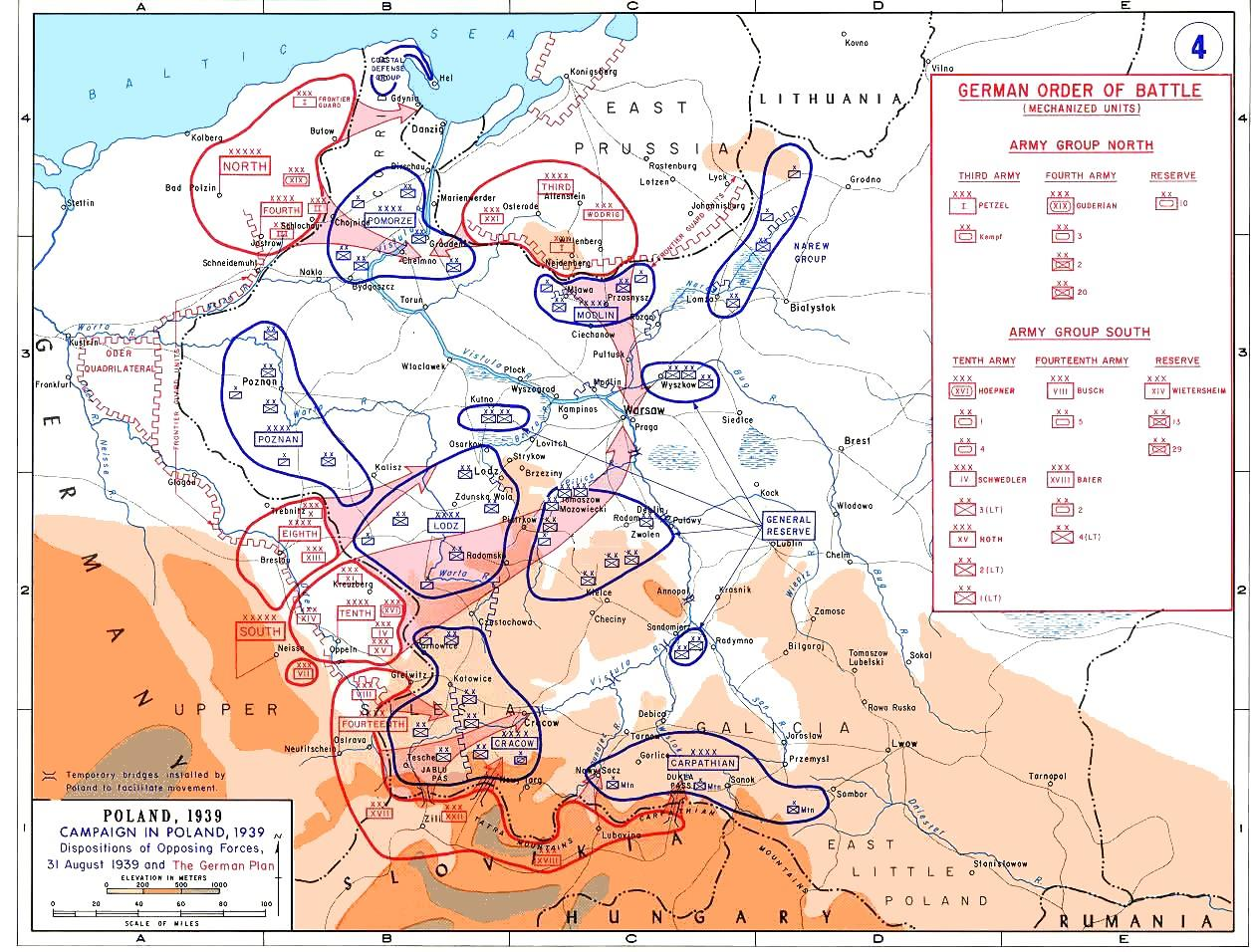
Posiciones de las fuerzas polacas y alemanas el día antes de la invasión de Polonia, con el orden de batalla alemán superpuesto en rosa. El XIX Cuerpo de Guderian está situado en Pomerania, al noroeste.

El 3 de abril Hitler emitió órdenes detalladas para un ataque contra Polonia, operación que se llevaría a cabo en algún momento, aún no determinado, a principios de septiembre de 1939. El 23 de abril en un largo discurso a sus principales oficiales, explicó las líneas generales de su plan. Entre otras cosas dijo que la solución a los principales problemas de Alemania pasaban por la necesidad de ampliar el Lebensraum (espacio vital) y esto era imposible «sin invadir otros países o atacar las propiedades de otros pueblos». El 23 de agosto (apenas una semana antes del ataque contra Polonia), firmó con la Unión Soviética el Pacto germano-soviético, que le garantizaba una frontera oriental tranquila en el caso, más que probable, de que los aliados occidentales cumplieran sus amenazas e invadieran Alemania por el oeste.
La campaña de septiembre fue ideada por los generales Franz Halder, jefe del Estado Mayor General y, principalmente, por Walther von Brauchitsch, comandante en jefe del Ejército del Alto Mando del Ejército (Oberkommando des Heeres abr. OKH). La totalidad de las tropas blindadas y motorizadas con que, en ese momento, contaba Alemania serían utilizados en la operación, en total para llevar a cabo el plan, von Brauchitsch contaba con 55 divisiones, que se elevaron a 68 el 18 de septiembre. Con estas tropas formó dos agrupaciones con las siguientes tareas
- El Grupo de Ejércitos A (al mando del Generaloberst Gerd von Rundstedt) estacionado al sur en Silesia, debía lanzar su punta de lanza, formada por el 10.º Ejército (General der Artillerie Walter von Reichenau), sobre el eje Wielun-Varsovia. Cubrirían sus flancos, a la derecha, el 14.º Ejército de Wilhelm List, y a la izquierda, el 8.º Ejército de Johannes Blaskowitz. Para cumplir con esta tarea von Rundstedt contaba con treinta y cinco divisiones, incluidas cuatro divisiones blindadas, dos motorizadas y dos regimientos motorizados de las S.S.[29]

- El Grupo de Ejércitos B (comandado por el Generaloberst Fedor von Bock) estacionado al norte en Pomerania y Prusia Oriental, en un primer momento debía destruir las tropas polacas estacionadas en el llamado «corredor polaco», para posteriormente avanzar hacia Varsovia y el Vístula, con el objetivo prioritario de evitar que las fuerzas polacas consiguieran escapar y formar una línea de defensa al este del Vístula. Von Bock disponía de dos ejércitosː el 4.º Ejército del General der Artillerie Günther von Kluge, que atacaría desde Pomerania, formado por seis divisiones de infantería, dos divisiones motorizadas y una división blindada. Y el 3.er Ejército del General der Artillerie Georg von Küchler, que atacaría desde Prusia, con ocho divisiones de infantería y una división blindada.[30]

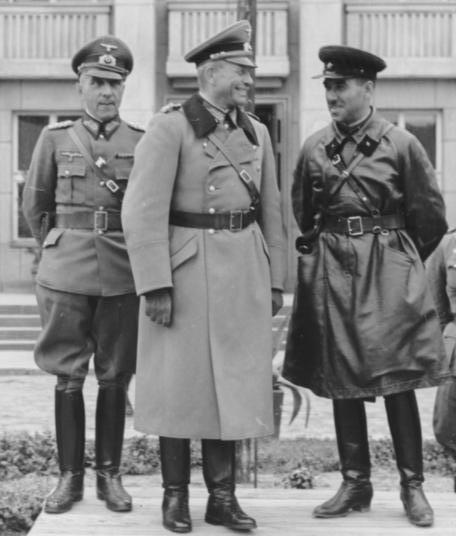
Guderian (en el centro) junto al mayor general soviético Semión Krivoshéin (a su izquierda) en el desfile militar conjunto en Brest (Bielorrusia) el 22 de septiembre de 1939.

En agosto de 1939 asumió el mando del recién formado XIX Cuerpo Motorizado, integrado en el 4.º Ejército de von Kluge. Al asumir dicho mando recibió órdenes del OKH de que debía encabezar la agrupación norte de la invasión de Polonia, que iba a comenzar el 1 de septiembre. Bajo su mando el cuerpo contaba con una de las seis divisiones panzer que en ese momento tenía Alemania; Dicho cuerpo motorizado controlaba el 14,5 % de los vehículos blindados de combate de Alemania. Su tarea era avanzar a través del antiguo territorio de Prusia Occidental (que incluía su lugar de nacimiento en Kulm), para posteriormente avanzar a través de Prusia Oriental antes de dirigirse al sur hacia Varsovia. Guderian usó el concepto alemán de «liderar hacia adelante», que requería que los comandantes se movieran al frente de batalla y evaluaran la situación en persona. Hizo uso extensivo de los sistemas de comunicación modernos al viajar en un vehículo de mando especialmente equipado con radio con el que se mantenía en constante contacto con el mando del cuerpo y sus unidades de vanguardia.
El 5 de septiembre el XIX Cuerpo se unió a las fuerzas alemanas que avanzaban hacia el oeste desde Prusia Oriental. Guderian había logrado su primera victoria operativa e hizo un recorrido por el campo de batalla a Hitler y a Heinrich Himmler, jefe de las SS, durante dicho recorrido, al ver Hitler un puesto de artillería polaco destruido exclamóː «¿Nuestros bombarderos hicieron eso?» «No, nuestros panzers» respondió. Al día siguiente, trasladó su cuerpo a través de Prusia Oriental para participar en el avance sobre Varsovia. El 9 de septiembre su cuerpo fue reforzado con la 10.ª División Panzer y continuó su avance hacia el interior en Polonia, su rápida ofensiva le llevó hasta Brest-Litovsk, donde terminó la campaña. En diez días, el XIX Cuerpo Motorizado había recorrido 330 kilómetros, a veces contra una fuerte resistencia polaca. Las divisiones Panzers habían demostrado ser un arma poderosa, con solo ocho tanques destruidos de 350 empleados. El 16 de septiembre lanzó un ataque contra Brest Litovsk; al día siguiente, la Unión Soviética invadió Polonia, en ese punto, lanzó un ultimátum a la guarnición de la ciudad: debían rendirse a los alemanes o a los soviéticos, la guarnición capituló ante los alemanes. La entrada de la Unión Soviética en la guerra destrozó la moral polaca y las fuerzas polacas comenzaron a rendirse en masa. Al final de la campaña, recibió la Cruz de Caballero de la Cruz de Hierro.
El historiador Russel Hart escribió que Guderian apoyó la invasión porque «despreciaba a los católicos polacos eslavos que ahora ocupaban partes de su amada y natal Prusia». Lo más importante en su mente era la «liberación» de su antigua propiedad familiar en Gross-Klonia; ordenó el avance sobre Gross-Klonia de noche y a través de la niebla, lo que provocó lo que, posteriormente, el mismo admitió que fueron «graves bajas».
Durante la invasión el ejército alemán maltrató y mató a prisioneros de guerra polacos, ignorando tanto la Convención de Ginebra como sus propias regulaciones militares. El Cuerpo de Guderian se retiró antes de que las SS comenzaran su campaña de limpieza étnica (véase Crímenes de guerra alemanes en Polonia). Aun así se enteró de las operaciones de asesinato y de deportación de judíos en guetos nazis gracias a su hijo, Heinz Günther Guderian, quien había presenciado algunos de ellos. No hay constancia de que realizara protesta alguna.

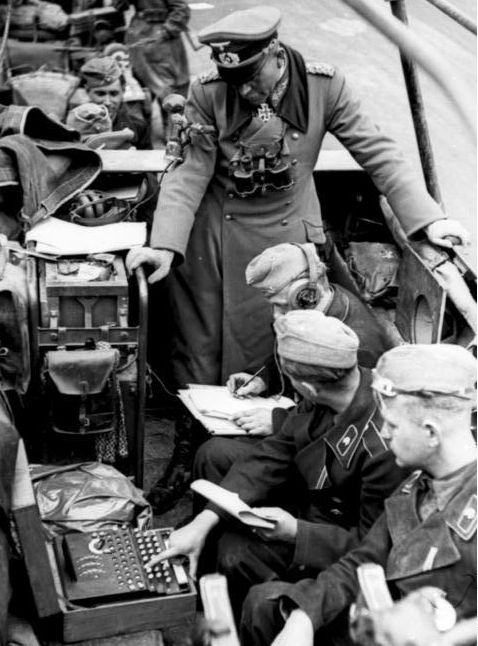
Guderian ante una máquina Enigma en un semioruga Sd.Kfz. 251, utilizado como centro de mando móvil durante la batalla de Francia en mayo de 1940.

### Invasión de Francia, Bélgica y los Países Bajos
Posteriormente, participó en los debates estratégicos que precedieron a la invasión de Francia y los Países Bajos. El plan estaba siendo desarrollado por su compañero de clase en la Academia de Guerra de 1907, Erich von Manstein. El plan que este último desarrolló, posteriormente conocido como Plan Manstein, desplazaba el peso de las formaciones blindadas de un ataque frontal a través de los Países Bajos a uno de flanco a través de la región densamente boscosa de las Ardenas. Guderian expresó su confianza en la viabilidad de llevar tanques a través de una región con una orografía tan difícil, y posteriormente se le informó de que tal vez tuviera que comandar él mismo la punta de lanza del ataque. Luego se quejó de la falta de recursos hasta que se le asignaron siete divisiones mecanizadas con las que realizar la tarea. El plan establecía una fuerza para la penetración del bosque que comprendía la mayor concentración de blindados alemanes hasta esa fecha: 1112, del total de 2438 que en ese momento tenía Alemania.
El cuerpo de Guderian encabezó el ataque a través de las Ardenas y sobre el río Mosa. Lideró el ataque que rompió las líneas francesas en la batalla de Sedan. Su grupo panzer encabezó la llamada «carrera hacia el mar», que terminó con la Fuerza Expedicionaria Británica (BEF) y las fuerzas francesas atrapadas en Dunkerque. Un contraataque británico en Arrás el 21 de mayo ralentizó el avance alemán y permitió al BEF establecer sólidas defensas alrededor de los puntos de evacuación, mientras Hitler, que temía posibles contraataques franceses y era renuente a permitir el uso de blindados sin apoyo de infantería en la lucha urbana, ordenó detener el avance. Se decidió una reanudación general del ataque el 26 de mayo, pero para entonces las fuerzas aliadas se habían reagrupado, lo que les permitió oponer una dura resistencia. El 28 de mayo, con sus pérdidas en aumento, aconsejó el abandono del asalto blindado en favor de una operación tradicional de artillería-infantería. Más tarde atacó el este de París y luego recibió la orden de avanzar hacia la frontera suiza. La ofensiva comenzó en la línea Weygand el 9 de junio y terminó el 17 de junio con el cerco de las defensas de la línea Maginot y las restantes fuerzas francesas. Sus tanques se movían tan rápido que los franceses quedaron desbordados, e incluso el Alto Mando alemán expresó sus dudas cuando informó que se hallaba en la frontera suiza.
A pesar del éxito de la invasión, la derrota francesa no era inevitable; los franceses tenían más y mejores equipos militares, y no se vieron abrumados por una fuerza militar numérica o tecnológicamente superior. De hecho, la derrota francesa se debió a otros factores, como la baja moral del ejército, una estrategia militar anticuada, un Alto Mando inoperante y una falta de coordinación entre las tropas aliadas. Hitler y sus generales se volvieron demasiado confiados después de su histórica victoria y llegaron a creer que podían derrotar a la Unión Soviética, un país significativamente mejor dotado de recursos naturales, efectivos humanos y capacidad industrial, con la misma facilidad.

### Invasión de la Unión Soviética
En su libro ¡Achtung - Panzer! de 1937 escribió que «ha pasado el tiempo en que los rusos no tenían instinto para la tecnología» y que Alemania tendría que afrontar «la cuestión oriental de una forma más seria que nunca en historia». Sin embargo, durante la planificación de la Operación Barbarroja, la invasión alemana de la Unión Soviética, se había vuelto optimista sobre la supuesta superioridad de las armas alemanas. En mayo de 1941 había aceptado la posición oficial de Hitler de que la Operación Barbarroja era un ataque preventivo, incluso había aceptado algunos elementos centrales del nacionalsocialismo: tales como el Lebensraum concepto de expansión territorial y la destrucción de la supuesta amenaza del judeo-bolchevismo.
El 2.º Panzergruppe de Guderian comenzó su ofensiva el 22 de junio cruzando el río Bug y avanzando hacia el Dniéper. Las fuerzas combinadas del 2.º y el 3.º Panzergruppe cerraron la Bolsa de Minsk, capturando 300 000 prisioneros antes de avanzar hacia Smolensk. Recibió la Cruz de Caballero con hojas de roble el 17 de julio de 1941. Tras la conclusión de la batalla de Smolensk, el 15 de julio que terminó con el cerco y destrucción del 16.º, 19.º y el 20.º ejércitos soviéticos, los alemanes estaban a únicamente 320 kilómetros de Moscú y el Ejército Rojo apenas tenía un puñado de diezmadas divisiones para detener su avance, razón por la cual el Generaloberst Franz Halder jefe del Estado Mayor del OKH, argumentó a favor de un ataque total hacia Moscú.
El 18 de agosto Halder envió un detallado plan de ataque contra Moscú a Hitler, plan que este rechazó. Pero Halder no cedió, se dirigió al Cuartel General del Generalfeldmarschall Fedor von Bock comandante del Grupo de Ejércitos Centro, en los alrededores de Minsk, donde se reunió con los principales comandantes subordinados a von Bock. En dicha reunión, a propuesta de Halder, se decidió enviar a Guderian al Cuartel General del Führer para cambiar la «inalterable decisión» de Hitler de desviar tropas al sur para conquistar Kiev y la parte occidental de Ucrania. La estrecha relación que tenía Hitler con Guderian, con el que había ido a la opera varias veces antes de la guerra, le hacía idóneo para esta misión. En la reunión con Hitler, Guderian, quien recientemente se había opuesto con vehemencia al plan de Hitler para el viraje hacia el sur, inesperadamente se puso del lado del dictador. Este abrupto cambio de opinión enfureció tanto a Halder que en una conversación telefónica con von Bock, se quejó amargamente de que este los había dejado en la «estacada».

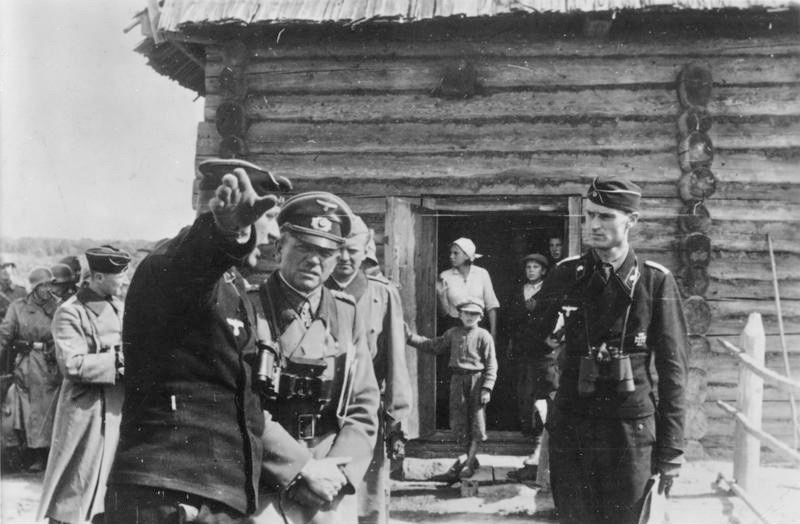
El Generaloberst Heinz Guderian en el puesto de mando avanzado de un regimiento panzer cerca de Kiev, en agosto de 1941.

La versión que posteriormente contó Guderian a sus oficiales al mando, Kurt von Liebenstein y Fritz Bayerlein, fue diametralmente opuestaː «No pude hacer nada, caballeros. Me enfrenté al sólido frente del Alto mando. Todos los presentes asentían ante cada frase que decía el Führer, y no recibí ningún apoyo a mis ideas». Entonces añadió «Ahora no podemos ponernos a llorar por nuestros planes. Tenemos que cumplir con nuestra nueva tarea». Posteriormente, Halder intentó una vez más disuadir a Hitler de desviar tropas blindadas del ataque a Moscú pero Hitler había tomado su decisiónː «con enemigo o sin enemigo, o ninguna otra consideración, el Führer no está interesado ahora mismo en Moscú; lo único que le importa es Leningrado» anotó Halder disgustado en su diario. Siguiendo órdenes de Hitler el 2.º Panzergruppe avanzaría en dirección suroeste hacia Kiev y el 3.er Panzergruppe de Hermann Hoth debía desviar sus tanque hacia el norte para ayudar a la captura de Leningrado.
Para el 15 de septiembre las fuerzas alemanas incluyendo el 1.er Panzergruppe  (Ewald von Kleist)  y el 2.º Panzergruppe (Heinz Guderian) habían completado el cerco más grande de la historia, la batalla de Kiev. Debido al giro hacia el sur del 2.º Panzergruppe durante la batalla, la Wehrmacht destruyó todo el Frente Suroeste al este de Kiev, infligiendo más de 600 000 pérdidas al Ejército Rojo antes del 26 de septiembre. Sin embargo, la campaña había sido costosa; las fuerzas alemanas tenían solo la mitad de los tanques con que contaban tres meses antes, habían sufrido 522 800 bajas principalmente en la unidades de infantería, muchas de las cuales solo contaban con un tercio de su fuerza autorizada, la Luftwaffe apenas contaba con 1005 aviones operativos para el 6 de septiembre y la situación era mucho peor en el caso de los camiones, munición y sobre todo combustible. El  2.º Panzergruppe era el que más pérdidas había sufrido; solo el 21 % de sus tanques estaban operativos. A mediados de septiembre Hitler ordenó que hiciera un nuevo viraje, hacia el norte en dirección a Moscú, desandando el camino hasta el área de Smolensk.«Por fin se han conseguido las condiciones preliminares que nos permiten ejecutar un último y poderosos golpe que conducirá a la aniquilación del enemigo antes del invierno», decía la nueva directiva del Führer. «Hoy comienza la última gran batalla de este año». Este viraje hacia el norte supuso un enorme esfuerzo logístico que consumió una gran cantidad de combustible del que la Wehrmacht estaba muy escasa.

#### Avance hacia Moscú
El tiempo se les acababa a los alemanes para finales de septiembre, las frecuentes lluvias y noches gélidas eran la antesala del crudo invierno que se avecinaba. Guderian fue el primero en atacar el 28 de septiembre cuando envió a su XXXXVIII Cuerpo Motorizado en un ataque de tanteo contra los frentes de Briansk y Suroeste soviéticos. Este primer ataque fue rechazado por los soviéticos después de una serie de salvajes contraataques, lo que obligó a la punta de lanza de Guderian, la 25.º División Motorizada, a retirarse después de sufrir duras pérdidas.

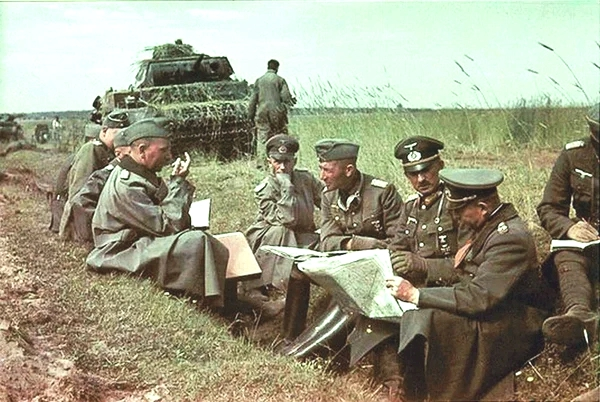
El Generaloberst Guderian con miembros de su cuartel general camino de Moscú.

Sin embargo el ataque principal se demoró hasta el 2 de octubre. Tras una breve preparación de artillería, apoyada por una serie de devastadores ataques aéreos, el 4.º Panzergruppe logró romper las líneas soviéticas envolviendo en su avance el flanco sur del 43.º Ejército soviético. Al mismo tiempo el 3.º Panzergruppe penetró entre los 19.º y 30.º ejércitos al noroeste de Viazma. Las dos vanguardias blindadas continuaron avanzando hasta que, el 8 de octubre, enlazaron al este de Viazma cercando en una gran bolsa a la mayor parte de los 19.º, 20.º 24.º y 32.º ejércitos soviéticos. Aunque en este caso la mayor parte de las tropas cercadas fueron capaces de escapar en pequeños grupos después de destruir su equipo pesado. Las tropas supervivientes soviéticas retrocedieron a la siguiente línea de defensa establecida en los alrededores de Mozhaisk y Kaluga apenas 110 kilómetros al oeste de Moscú.
Más al sur, el 2 de octubre, el 2.º Panzergruppe había penetrado las líneas de defensa del 13.º Ejército soviético al mando de Avksenti Gorodnianski y, al día siguiente, ocupó Orel. Justo al norte del avance blindado de Guderian, el 2.º Ejército alemán de Maximilian von Weichs, cercó a los 13.º y 50.º ejércitos soviéticos en dos grandes bolsas en los alrededores de Briansk, sin embargo Guderian estaba más interesado en continuar su avance hacia Moscú que en cooperar con el 2.º Ejército en la destrucción de las tropas soviéticas cercadas, razón por la cual un gran número de soldados soviéticos fueron capaces de infiltrarse entre las líneas alemanas y retirarse a una nueva línea de defensa soviética en Mtsensk. El 7 de octubre Hitler autorizó a Guderian a continuar su ataque contra Moscú. Sin embargo, las embarradas carreteras, la escasez de combustible y la cada vez más resuelta defensa soviética ralentizaron, hasta casi detenerlo, el avance alemán.
El 4 de octubre la 4.ª División Panzer, parte del 2.º Panzergruppe sufrió un severo revés en Mtsensk, cerca de Oriol, cuando sus tropas se enfrentaron a un contraataque de una unidad soviética equipada con tanques T-34, por primera vez la bajas alemanas fueron superiores a las soviéticas. Guderian exigió una investigación sobre las realidades de la guerra de tanques en el frente oriental, y finalmente sugirió en noviembre a los principales diseñadores y fabricantes de tanques alemanes que la solución más rápida era producir una copia directa del tanque soviético. Incluso el propio Guderian se vio obligado a reconocer que sus enemigos estaban aprendiendo.

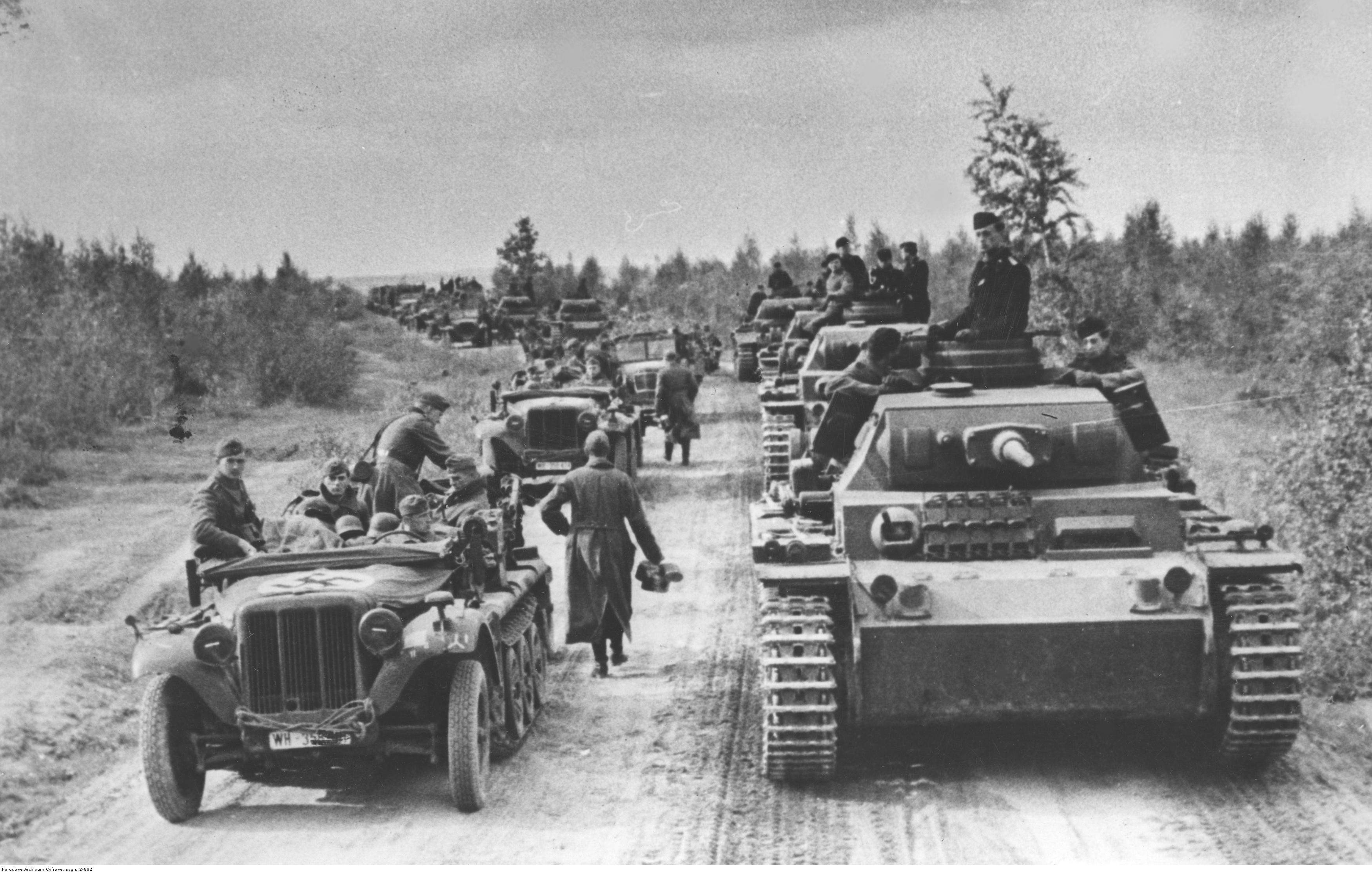
Una columna de fuerzas blindadas, incluidos varios tanques PzKpfw III Ausf G, en un camino forestal en el frente de Moscú.

El 28 de octubre Hitler envió nuevas órdenes al 2.º Panzergruppeː debían enviar «únidades rápidas para tomar los puentes sobre el río Oká al este de Sérpujov» un objetivo que estaba a más de 120 kilómetros de distancia en un momento en que las tropas de Guderian apenas podían avanzar a un promedio de quince kilómetros al día. El 13 de noviembre Halder se reunió en Orsha a medio camino entre Minsk y Smolensk, cuartel general del Grupo de Ejércitos Centro, con los principales comandantes alemanes. La mayoría de ellos estuvo de acuerdo en que la ofensiva debía detenerse, el general Kurt Freiherr von Liebenstein, jefe del Estado Mayor del 2.º Panzergruppe, que hablaba en nombre de Guderian, exclamó que el rápido avance de las divisiones panzer con tiempo primaveral no podía duplicarse con mal tiempo. Una importante excepción fue Fedor von Bock comandante del Grupo de Ejércitos Centro que expresó su opinión de que el avance debía continuar. En cualquier caso, Halder había llegado a la reunión con una nueva directiva del Führer que ordenaba reanudar el avance hacia Moscú. «Es el deseo del Führer» dijo lacónicamente.
Las nuevas órdenes del OHK preveían un ataque en pinza contra Moscú. Así los 3.º y 4.º Panzergruppe debían atacar hacía Klin, después cruzarían el canal Moscú-Volga y rodearían Moscú desde el norte. En el centro el 4.º Ejército al mando de Günther von Kluge haría un ataque frontal contra la ciudad, mientras que el  2.º Panzergruppe de Guderian atacaría desde el suroeste hacia Tula y Kashira para unirse con las vanguardias panzer del 3.º y 4.º Panzergruppe en algún lugar al este de Moscú.
El 15 de noviembre la tierra se había congelado lo suficiente para que los alemanes pudieran reanudar su ofensiva; aunque el frío trajo nuevas miserias a los invasores, mal equipados para soportar el crudo invierno ruso. El ataque del 2.º Panzergruppe en dirección a Tula y Kashira, 125 kilómetros al sur de Moscú, se inició el 18 de noviembre pero solo logró un éxito limitado. Guderian había concentrado la mayor parte de los carros de combate, que aún tenía disponibles, en una brigada al mando del Oberst Heinrich Eberbach que debía encabezar la ofensiva. Eberbach avanzó lentamente en un intento de cercar Tula desde el este para después atacar Moscú. El 50.º Ejército soviético del teniente general Iván Boldin, que defendía Tula, lanzó repetidos contraataques contra el renqueante avance alemán. Debido a los persistentes contraataques soviéticos, a las enormes dificultades logísticas y al duro invierno, con temperaturas muy por debajo de cero grados, el avance alemán se fue deteniendo lentamente hasta pararse, sin haber conquistado Tula.

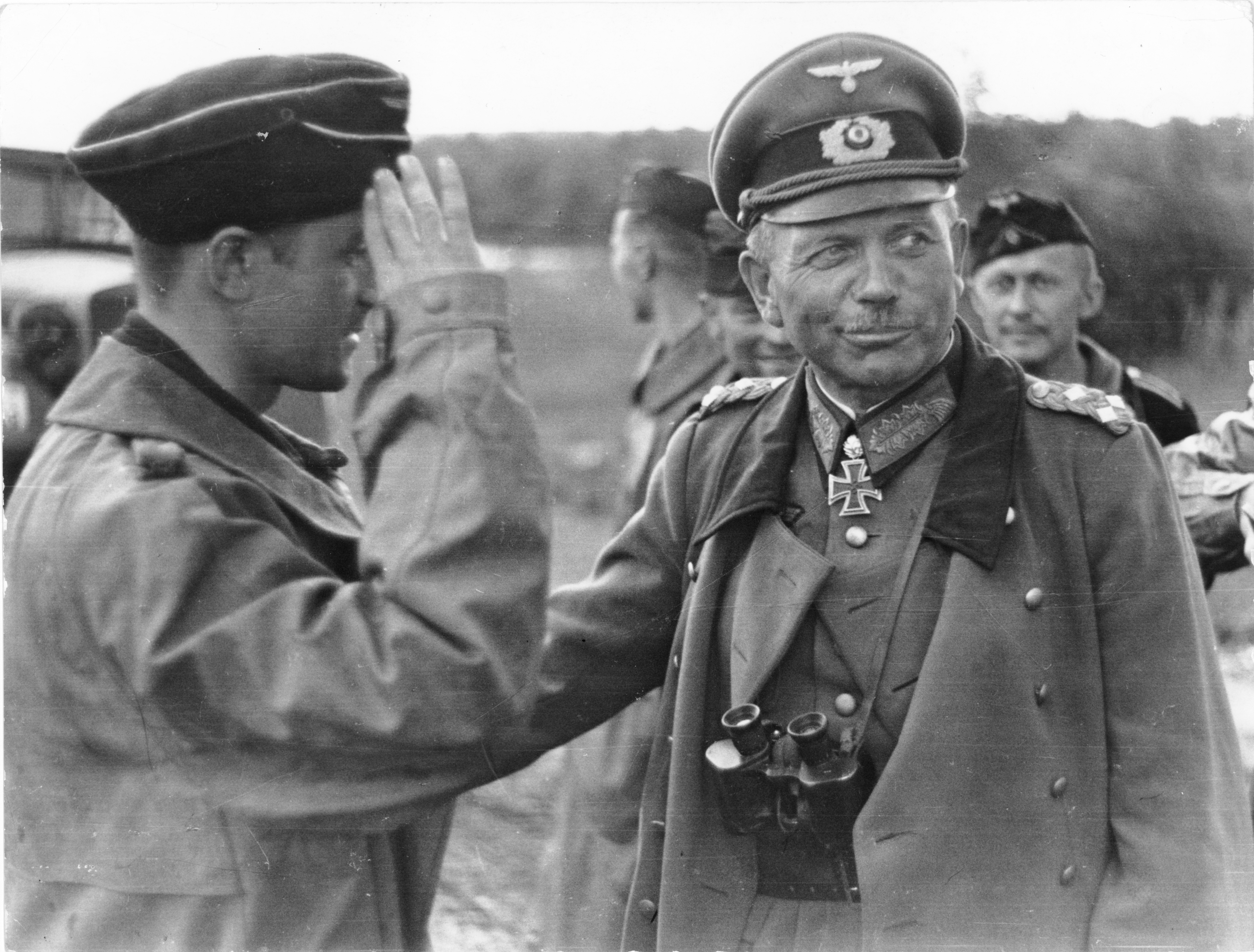
El coronel general Heinz Guderian saluda a un soldado durante los combates en los alrededores de Moscú.

En el centro, el 1 de diciembre, el 4.º Ejército alemán de von Kluge, después de un considerable retraso, atacó hacia el este por la carretera Minsk-Moscú y se topó con una serie de líneas defensivas soviéticas muy bien fortificadas y equipadas con abundante material. Al mismo tiempo, el 33.º Ejército soviético de Mijaíl Efremov golpeó el avance alemán por los flancos obligando al 4.º Ejército a detenerse completamente, el 5 de diciembre, muy lejos de sus objetivos previstos.
Guderian culpó al lento compromiso del 4.º Ejército en el ataque del fracaso alemán en llegar a Moscú. Esta evaluación sobrestimó enormemente la capacidad de combate de las fuerzas restantes de Kluge, muy escasas de apoyo de blindados y muy debilitadas tras meses de intensos combates. Tampoco supo apreciar la realidad de que Moscú era una metrópoli en la que las fuerzas alemanas carecían de suficientes efectivos para rodear o capturar en un asalto frontal. A raíz del fracaso alemán se negó a transmitir la orden de Hitler de «mantenerse firme» y tuvo serios encontronazos con Günther von Kluge, el nuevo comandante del Heeresgruppe Mitte (Grupo de Ejércitos Centro). La noche del 5 de diciembre retiró sus principales unidades a una línea al sur de Tula más defendible y les ordenó que se atrincheraran, desobedeciendo así las órdenes de Hitler. Esa misma noche el 4.º Panzergruppe y el 3.º Panzergruppe, también suspendieron sus ataques y comenzaron a retirarse. «La orden del Führer», escribió el general Liebenstein, jefe del Estado Mayor del 2.º Panzergruppe «no corresponde en modo alguno con la realidad. A pesar de todas las peticiones e informes los de arriba no han comprendido que estamos demasiado débiles para defendernos siquiera». El 20 de diciembre voló a Rastenburg para explicar su situación a Hitler y para insistirle que sus fuerzas debían ser evacuadas a posiciones más defendibles. El 25 de diciembre de 1941 tras una nueva discusión con Kluge, fue relevado del mando. Además de Guderian también fueron relevados los generales Hoepner, Brauchitsch, Rundstedt y Bock, más de treinta generales en total.
Las formaciones alemanas en el Frente Oriental implementaron ubicuamente la Orden de los Comisarios y el Decreto Barbarroja. Para todas las divisiones dentro del grupo panzer de Guderian donde se conservan archivos, hay evidencia de represalias ilegales contra la población civil. En sus memorias negó haber transmitido la Orden de los Comisarios a sus tropas. Sin embargo, el General der Panzertruppe Joachim Lemelsen, comandante del XLVII Cuerpo de Ejército Motorizado incluido en el 2.º Panzergruppe, aseguró que está documentado diciendo que «los prisioneros, que podían demostrarse que eran comisarios debían ser apartados inmediatamente y fusilados» y que la orden vino directamente de Guderian. También está documentado que en una comunicación con el OKW informó que su grupo panzer había «apartado» 170 comisarios a principios de agosto.

### Inspector general de las Tropas Blindadas

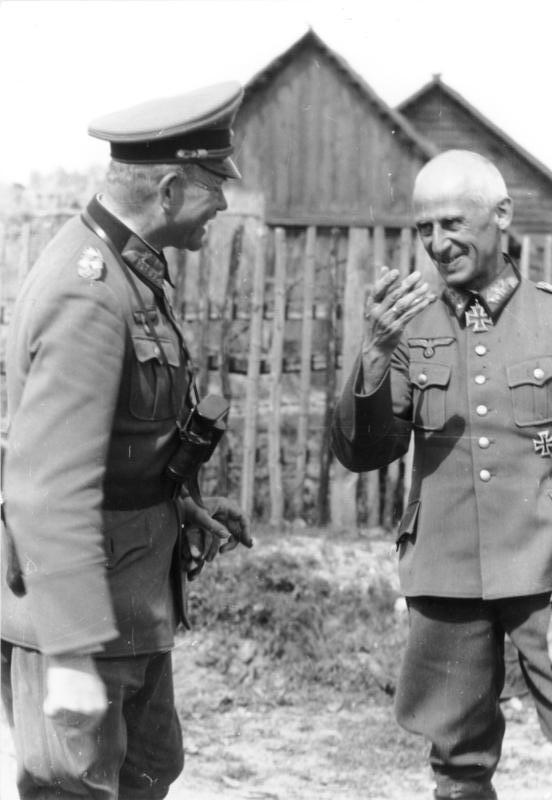
Guderian charla con el Generaloberst Hermann Hoth en algún lugar del frente oriental, en junio de 1941.

El 1 de marzo de 1943 la derrota alemana en la batalla de Stalingrado y el mal estado de las divisiones panzer impulsaron a Hitler a sacar a Guderian de su obligado retiro y a nombrarle para el puesto, recién creado, de inspector general de las Tropas Blindadas. En vista de la enrevesada burocracia alemana, insistió en informar únicamente a Hitler, lo que suponía que tenían una amplia libertad para desarrollar sus ideas sobre el desarrollo del arma panzer.
Las nuevas responsabilidades de Guderian incluían tanto autoridad en la producción de tanques como en la organización, doctrina y entrenamiento del Panzerwaffe incluidas las unidades panzer adscritas a las Waffen-SS y a la Lutfwaffe (en este último caso básicamente la División Hermann Göring). En vistas a un adecuado cumplimiento de sus obligaciones estableció una relación de estrecha colaboración con Albert Speer, a la sazón ministro de Armamento y Producción de Guerra, principalmente con respecto a la fabricación y el desarrollo de nuevos vehículos de combate blindados. A pesar de sus esfuerzos los fracasos militares de 1943 le impidieron restaurar el poder de combate de las fuerzas blindadas en un grado significativo. También tuvo un éxito limitado a la hora de diseñar nuevos cazacarros mejorados y a la hora de reparar los múltiples errores de diseño encontrados en la tercera generación de tanquesː el Panzer V Panther, el Panzer VI Tiger y el cazacarros pesado Elefant.
En la primavera de 1942 las primeras divisiones panzer en recibir los primeros modelos de Panther descubrieron una serie de errores de diseño, especialmente en el mecanismo de dirección. Todos los 325 Panther de que se disponía en ese momento tuvieron que ser nuevamente enviados a fábrica para su reacondicionamiento. Aproximadamente doscientos de esos Panther regresaron a sus unidades, sin embargo para el 16 de junio de 1943 Guderian informó que 65 de esos tanques aún presentaban problemas. En el caso del Panzer VI Tiger la situación era similar, su fabricación era tan complicada que se necesitaban más de 300 000 horas/hombre de trabajo a un coste de 800 000 Reichmarks para fabricar cada tanque, razón por la cual solo había 178 disponibles para la ofensiva de julio de 1943. Además el tanque era tan complejo que requería un mantenimiento constante, su velocidad era de únicamente 27 km/h razón por la que se le incluyó en batallones blindados independientes, puesto que era incapaz de ir al mismo ritmo que los veloces Panzer IV y Panzer V Panther. El Tiger pesaba tanto que los puentes y las plataformas ferroviarias eran incapaces de soportar su enorme peso de sesenta toneladas, por lo que los alemanes tuvieron que construir puentes y plataformas especiales. Todos estos factores limitaron, y mucho, la utilidad de estos nuevos tanques.
La operación Ciudadela, la última gran operación ofensiva alemana en el este, fue un intento del ejército alemán de recuperar la iniciativa con el objeto de evitar deserciones entre sus países satélites y levantar la moral de las tropas y de la población civil alemana. A la hora de encontrar algún objetivo limitado, los alemanes se centraron en el saliente de Kursk. Saliente que se había formado después de la ofensiva soviética de febrero y marzo de 1943. Si los alemanes eliminaban este saliente podrían destruir un gran número de tropas soviéticas, acortar el frente y liberar tropas para futuras operaciones. Guderian se opuso a la ofensiva, él deseaba mantenerse a la defensiva durante el resto de 1943 para reconstruir el arma panzer, muy diezmada después de los últimos combates. El 3 de mayo de 1943 Hitler asistió a una reunión en Múnich para discutir los detalles de la ofensiva. En dicha reunión Walter Model, comandante del 9.º Ejército, aconsejó no atacar debido a las elaboradas defensas que los soviéticos habían construido en los principales puntos de ataque alemanes, lo que demostraba a las claras que los soviéticos eran conscientes de la próxima ofensiva alemana. Erich von Manstein, comandante del Grupo de Ejércitos Sur estuvo de acuerdo con Model y también aconsejó no atacar, pero Günther von Kluge, comandante del Grupo de Ejércitos Centro y Kurt Zeitzler, jefe del Estado Mayor General del OKH, aconsejaron continuar con la operación. Zeitzler argumentaba que los nuevos modelos de tanques darían a los alemanes una clara ventaja tecnológica, pero Guderian y Albert Sperr objetaron que los graves problemas técnicos, especialmente los asociados con los Panther, limitarían esa supuesta superioridad tecnológica.
Una semana después de la reunión de Múnich, en una conversación privada con Hitler antes de la ofensiva, Guderian dijo: «¿Por qué estamos atacando en el Este este año?» Hitler respondió: «Tienes razón, cuando pienso en el ataque se me revuelve el estómago». Guderian concluyó: «Entonces tienes la actitud correcta hacia esta situación. Déjalo correr». La batalla de Kursk fue un costoso fracaso que mermó considerablemente, los ya de por sí escasos recursos, de que disponía la Wehrmacht, especialmente graves fueron las pérdidas sufridas por las unidades panzer estimadas entre 760 y 1200 tanques y cañones de asalto. Las pérdidas soviéticas fueron mayores pero gracias a su superior capacidad industrial y a su mayor población pudo recuperarse en relativamente poco tiempo. Incluso la reciente movilización industrial alemana, alimentada por la mano de obra esclava proporcionada por millones de ciudadanos de los países ocupados y dirigida por hombres tan eficientes y crueles como Guderian, Speer o Fritz Sauckel, apenas era suficiente para parchear las unidades existentes. A pesar de que se diseñaron nuevos modelos de aviones y tanques, tecnológicamente muy avanzados, Alemania era incapaz de producir, equipar y repostar los suficientes para contrarrestar la enorme capacidad industrial de los Estados unidos y de la Unión Soviética.

### Jefe de Estado Mayor General del Ejército

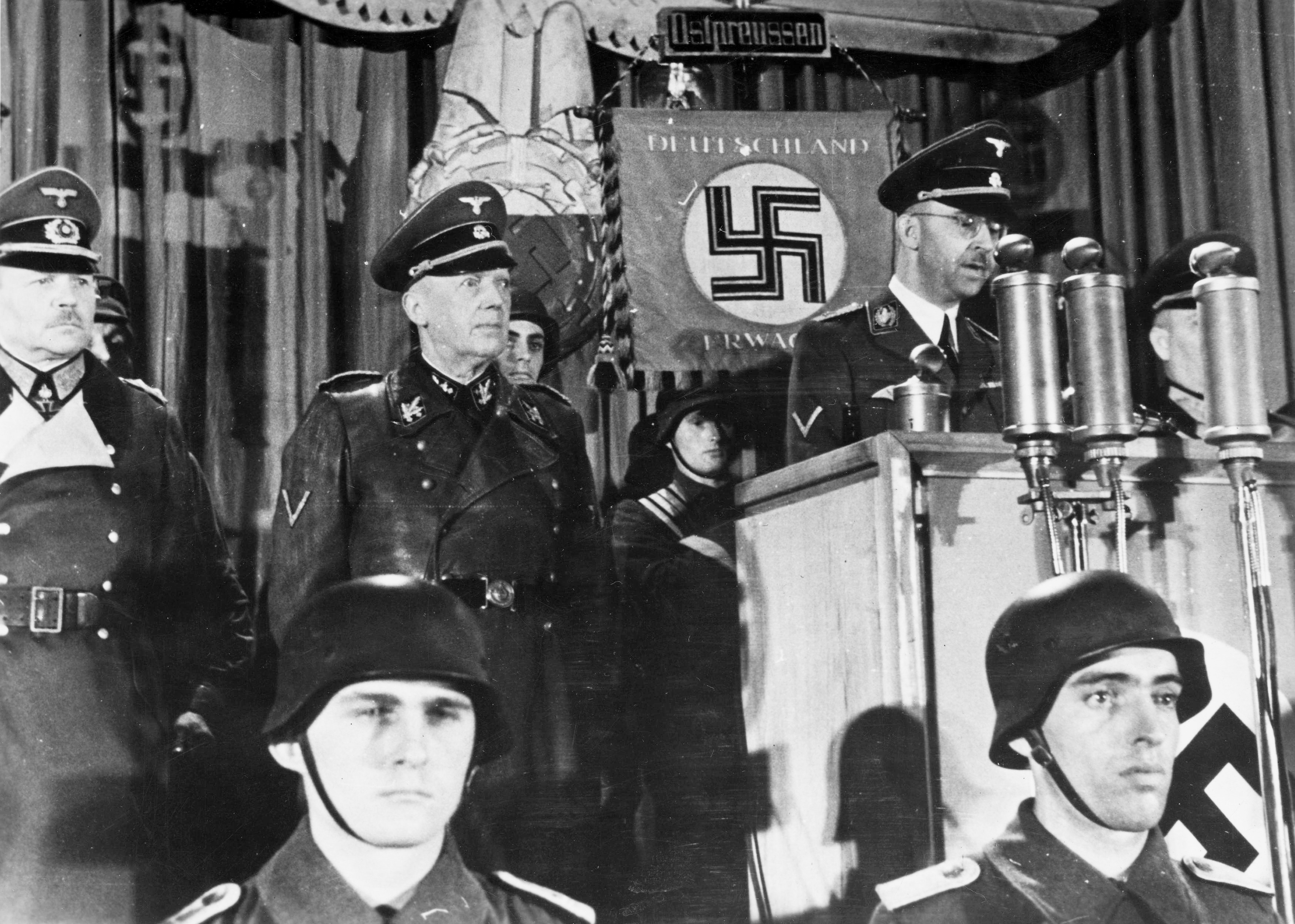
Guderian (izquierda), Hans Lammers y Himmler (tras el atril) en un mitin de la Volkssturm en octubre de 1944.

Tras el fallido atentado del 20 de julio de 1944 contra Hitler, Guderian dirigió una ocupación militar de Berlín con sus tanques, tomó el control del Bendlerblock con el fin de desalentar definitivamente el intento de Putsch. El 21 de julio de 1944 Hitler le nombró jefe de Estado Mayor General del Ejército (Chef des Generalstabs des Heeres) del OKH con la responsabilidad de asesorar al Führer en el Frente Oriental. La razón para su nombramiento sobre otros oficiales más capaces y con más experiencia es sencilla: era el único general que gozaba de la confianza de Hitler y no había resultado herido o muerto en el atentado. Reemplazó al general der infanterie Kurt Zeitzler, quien había abandonado el cargo el 1 de julio, después de perder la fe en el juicio de Hitler y sufrir un ataque de nervios. Cinco días después del atentado y ya en su nuevo puesto, deseoso de ganarse la confianza de Hitler, se dirigió a los oficiales del Estado Mayor del Ejército mediante un escrito con una gran carga política y donde se reflejaba claramente su posición ante el atentado.
La gran confianza que Hitler tenía en Guderian fue determinante para que le pusiera, el 4 de agosto de 1944, a cargo del Tribunal de Honor del Ejército, junto con Gerd von Rundstedt y Wilhelm Keitel, Los general der infanterie Walter Schroth y Karl Kriebel también formaban parte de este tribunal; el general der infanterie Wilhelm Burgdorf y el Generalmajor Ernst Maisel asistieron a las deliberaciones como observadores de Hitler. La función de dicho tribunal consistía, básicamente, en expulsar de la Wehrmacht a los sospechosos de participar en el complot de las fuerzas armadas, para luego ser entregados al Volksgerichtshof (Tribunal del Pueblo) a cargo del infame juez Roland Freisler creado con el fin de enjuiciar a los presuntos conspiradores. Los acusados fueron torturados por la Gestapo y ejecutados en la horca. Algunos conspiradores fueron colgados de una cuerda delgada de cáñamo por orden directa de Hitler. Guderian y el resto de miembros del tribunal expulsaron a un primer grupo de veintidós oficiales, sin audiencias ni revisión de la evidencia;únicamente basaron su decisión en una breve declaración de Ernst Kaltenbrunner, jefe de la Oficina Central de Seguridad del Reich (RSHA), y en las actas de los interrogatorios realizados por la Gestapo. En total más de cincuenta oficiales fueron expulsados de la Wehrmacht durante los meses de agosto y septiembre. También intentó sin éxito expulsar del ejército a von Kluge, quien se suicidaría semanas más tarde. El propio Guderian negó estar involucrado en el complot; sin embargo, se había retirado inesperadamente a su finca el día del intento de asesinato.
Después de la guerra afirmó que había intentado escapar de este «deber» y que había encontrado las sesiones del tribunal «repulsivas». En realidad se había aplicado a la tarea con el vigor de un ferviente partidario nazi, que quizás se debió al deseo de apartar la atención de sí mismo. A este respecto el historiador estadounidense Russell Hart escribió en su libro Guderian: Panzer Pioneer or Mythmaker? que Guderian luchó para salvar al jefe de Estado Mayor de Rommel, el general Hans Speidel, porque este podría haberle implicado en la trama.
Como jefe del OKH se enfrentó a los problemas urgentes de que el trabajo del personal se viera afectado por los arrestos, que entre el personal del OKH y sus familias finalmente llegaron a varios cientos. tuvo que llenar importantes vacíos, como el creado por el suicidio del general Eduard Wagner, el intendente general, en julio. Incluso después de completar todas las vacantes, seguía existiendo un problema clave: demasiados miembros del personal eran nuevos en sus funciones y carecían de conocimientos institucionales, incluido el propio Guderian. Este confiaba mucho en el coronel Johann von Kielmansegg, quien era el oficial de estado mayor con más experiencia en el OKH, pero fue arrestado en agosto. La situación no mejoró por el enfrentamiento que mantenía con el Estado Mayor, al que culpó por haberse opuesto a sus intentos de introducir la doctrina blindada moderna en el ejército en la década de 1930. Los últimos meses de 1944 estuvieron marcados por la lucha cada vez mayor entre el OKH y el OKW (Oberkommando der Wehrmacht), mientras las dos organizaciones competían por los cada vez menores recursos, especialmente en el período previo a la batalla de las Ardenas. Después de la guerra culpó a Hitler de malgastar las últimas reservas alemanas en la operación; no obstante la situación estratégica de Alemania era tal que ni siquiera veinte o treinta divisiones más hubieran significado ninguna diferencia.

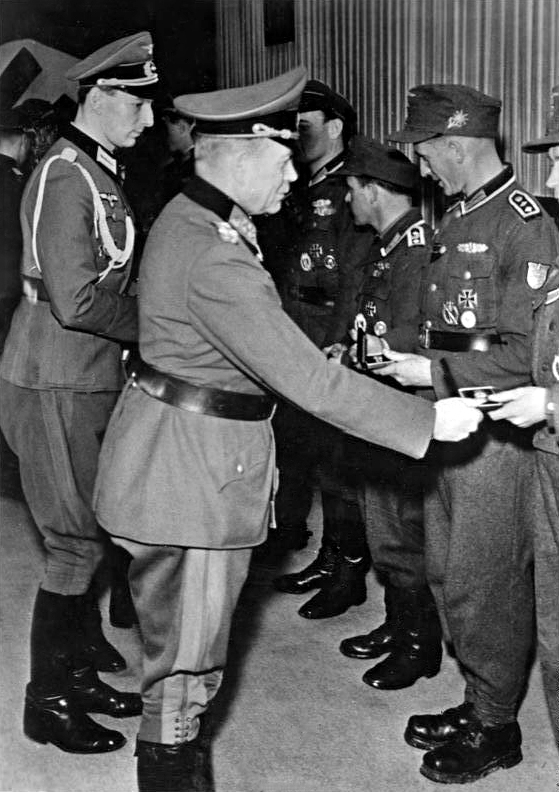
El Generaloberst Guderian hace entrega de medallas a varios soldados en 1945.

Después del fallido atentado contra Hitler Guderian completó la nazificación total del Estado Mayor del Ejército con una orden del 29 de julio que exigía que todos los oficiales de la Wehrmacht se unieran al NSDAP (Partido Nacionalsocialista Obrero Alemán). Exigió la dimisión de cualquier oficial alemán que no apoyara plenamente los ideales del NSDAP e hizo obligatorio el saludo nazi en todas las fuerzas armadas. Apoyó la politización de los militares, a pesar de todas estas medidas de hondo calado político, no comprendía por qué los otros oficiales lo consideraban un nazi. Como jefe de Estado Mayor del OKH, no se opuso a las órdenes que Hitler y Himmler emitieron durante la brutal represión del alzamiento de Varsovia ni a las atrocidades cometidas contra la población civil de la ciudad. Por si hubiera alguna duda sobre su evidente alineamiento con el nazismo, en noviembre de 1944, en un discurso pronunciado en una manifestación del Volkssturm, dijo que había «95 millones de nacionalsocialistas que respaldan a Adolf Hitler».
Para la ofensiva soviética del Vístula-Óder, de principios de 1945, el Ejército Rojo habían alineado una gran cantidad de hombres y armamento a lo largo del frente del Vístula, superando numéricamente a sus enemigos. El jefe de inteligencia del Departamento de Ejércitos Extranjeros del Este (en alemán: Fremde Heere Ost, abr. FHO) en el Estado Mayor del Ejército alemán, el Generalmajor Reinhard Gehlen, le entregó a Heinz Guderian sus impresiones acerca de la naturaleza de la fuerza atacante soviética. Este le presentó los datos a Adolf Hitler, quien desestimó la aparente fuerza real del adversario considerándola como «el mayor impostor desde Gengis Kan». Como las divisiones que habían participado en la fallida ofensiva alemana de las Ardenas en el frente Occidental no podían dirigirse rápidamente a Polonia, Guderian propuso evacuar lo que quedaba del Grupo de Ejércitos Norte atrapado en la bolsa de Curlandia hacia Alemania y reforzar así este frente, algo que Hitler rechazó tajantemente. Además Hitler ordenó que el 6.º Ejército Panzer-SS de Sepp Dietrich, que también había participado en la ofensiva de la Ardenas, se trasladara hacia Hungría para que apoyara la ofensiva del lago Balaton.
Cuando Guderian se disponía a abandonar la reunión Hitler le señalóː «El frente oriental nunca ha contado con una reserva tan poderosa como en estos momentos, y eso ha sido obra suya. Se lo agradezco». «El Frente Oriental ―repuso Guderian― es como un castillo de naipesː basta con romperlo por un punto para que se venga abajo en su totalidad». Goebbels había empleado el mismo símil en 1941 en vísperas de la invasión alemana de la Unión Soviética para referirse al Ejército Rojo.
Después de la guerra Guderian afirmó que sus acciones en los últimos meses de la guerra como jefe del OKH fueron impulsadas por la búsqueda de una solución a las perspectivas cada vez más sombrías de Alemania. Supuestamente, esa era la razón fundamental detrás de los planes de Guderian de convertir los principales centros urbanos a lo largo del Frente Oriental en las llamadas ciudades fortaleza («Feste Plätze»). Este fantástico plan no tenía esperanzas algunas de tener éxito contra las operaciones móviles del Ejército Rojo. En vista de su enorme superioridad material y de efectivos, el Ejército Rojo podía permitirse continuar su avance y dejar atrás los correspondientes contingentes de tropas de infantería, para posteriormente destruir las «fortalezas» de Guderian. Este sabía que dichas fortalezas estaban condenadas al fracaso, puesto que la falta de combustible y de aviones de que adolecía la Luftwaffe hacía imposible su abastecimiento por aire, además su política privó a la debilitada Wehrmacht  de un gran número de tropas con experiencia.

### Destitución
En marzo de 1945, después de la ofensiva del Vístula-Óder, el avance soviético hacia Berlín se había detenido a lo largo del río Óder. Sin embargo, el Primer Frente Ucraniano del mariscal Gueorgui Zhúkov había ocupado dos cabezas de puente alrededor de Küstrin (el 5.° Ejército de Choque de Nikolái Berzarin al norte y el 8.º Ejército de Guardias de Vasili Chuikov al sur), unos ochenta kilómetros al este de Berlín. Hitler ordenó lanzar una contraofensiva contra la bolsa sur de Chuikov, para así socorrer a la guarnición alemana cercada en la ciudad.

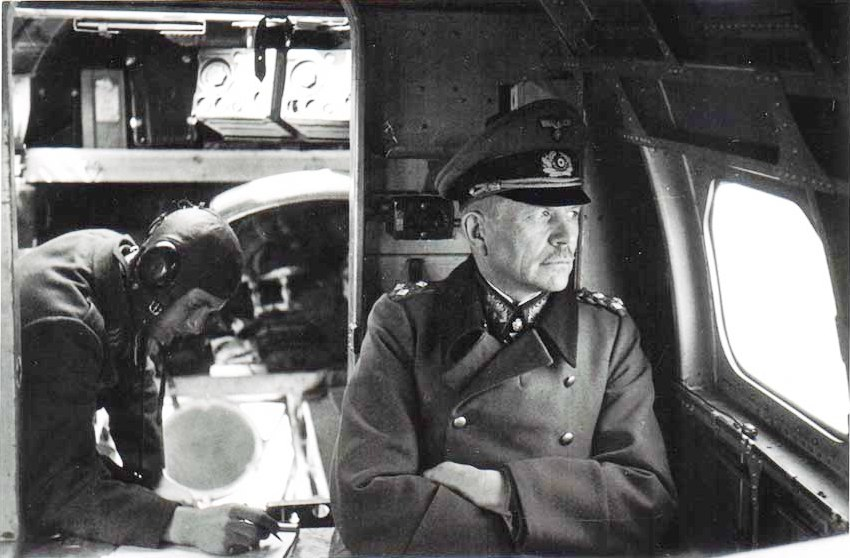
El Generaloberst Heinz Guderian a bordo de un avión en el Frente del Este en 1943.

 El 27 de marzo, el 9.º Ejército alemán lanzó el proyectado contraataque contra el flanco sur del 8.º Ejército de Guardias de Chuikov, atacando con cuatro divisiones desde Fráncfort del Óder. La ofensiva sorprendió a los soviéticos y alcanzó los arrabales de Küstrin. Sin embargo, Chuikov se recuperó rápidamente de la sorpresa inicial y los alemanes fueron diezmados en campo abierto, principalmente por la artillería y la aviación soviéticas, viéndose obligados a retirarse a sus posiciones iniciales tras sufrir fuertes bajas. Guderian fue citado ante Hitler y defendió la actuación de los comandantes involucrados en la fallida operación, los generales Buse y Heinrici. La discusión entre Hitler y Guderian alcanzó un nivel de extrema aspereza, por lo que tuvo que ser retirado por Keitel de la presencia de Hitler para que ambos se calmaran. El 28 de marzo se le concedió un permiso «por mala salud» y fue reemplazado por el General der Infanterie Hans Krebs, quien a la postre sería el último jefe de Estado Mayor General del Ejército.
Guderian cultivó estrechas relaciones personales con las personas más poderosas del régimen. Tuvo una cena exclusiva con Himmler el día de Navidad de 1944. El 6 de marzo de 1945, poco antes del final de la guerra, participó en una transmisión de propaganda que negaba el Holocausto, a pesar de que el Ejército Rojo en su avance acababa de liberar varios campos de exterminio. A pesar de las posteriores afirmaciones del general de ser antinazi, Hitler probablemente encontró que los valores de Guderian estaban estrechamente alineados con la ideología nazi, razón por la cual lo sacó de su retiro en 1943 y agradeció especialmente las órdenes que emitió después del fallido complot.

## Posguerra
Guderian y su personal se rindieron a las fuerzas estadounidenses el 10 de mayo de 1945. Evitó ser condenado como criminal de guerra en los juicios de Núremberg porque no había pruebas documentales sustanciales en su contra en ese momento. Respondió a las preguntas de las fuerzas aliadas y negó ser un ferviente partidario del nazismo. En 1945 se unió a la División Histórica del Ejército de los EE. UU. Razón por la cual, los americanos rechazaron las continuas solicitudes de la Unión Soviética y de Polonia para su extradición. Incluso después de la guerra, mantuvo una clara afinidad con Hitler y el nacionalsocialismo. Mientras estuvo internado por los estadounidenses, se grabaron sus conversaciones en secreto. En una de esas grabaciones, mientras conversaba con el ex Generalfeldmarschall Wilhelm Ritter von Leeb y el ex General der Panzertruppen Leo Geyr von Schweppenburg, opinó que: «Los principios fundamentales del nazismo estaban bien».
Fue liberado del cautiverio sin juicio en 1948, aunque muchos de sus compañeros no tuvieron tanta suerte, así por ejemplo Erich von Manstein fue condenado a dieciocho años y Albert Kesselring a cadena perpetua. Las razones para este trato tan suave son sencillasː había informado sobre sus excolegas y cooperado con los Aliados, lo que le había ayudado a evadir el enjuiciamiento. Después de su liberación se retiró a Schwangau cerca de Füssen en el sur de Baviera y comenzó a escribir sus memorias, su libro más exitoso fue su autobiografía Recuerdos de un soldado (en alemán: Erinnerungen eines Soldaten) publicada en 1950. Finalmente murió el 14 de mayo de 1954 a la edad de 65 años y fue enterrado en Friedhof Hildesheimer Straße en Goslar.

## Escritos y mitología

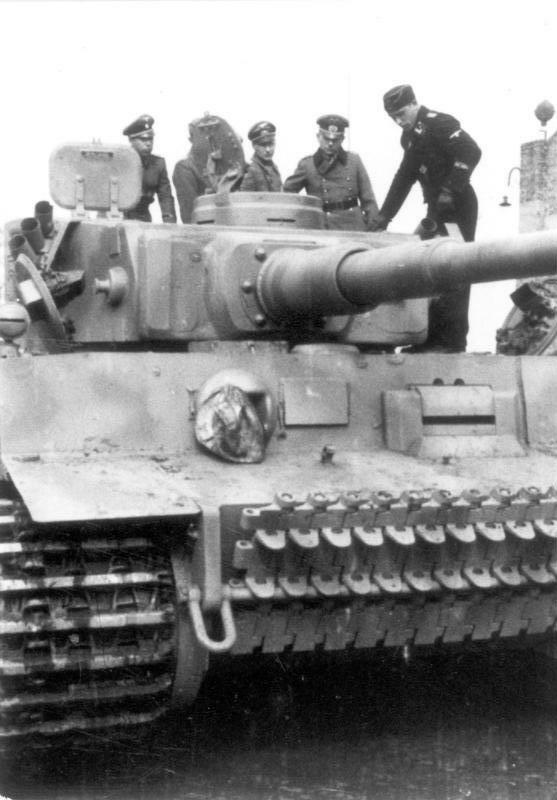
Heinz Guderian (segundo por la derecha) conversa con la tripulación de un Panzer VI Tiger durante la inspección de abril de 1943 de la 1.ª División Leibstandarte SS Adolf Hitler.

### Mito del líder Panzer
La autobiografía de posguerra de Guderian, Recuerdos de un soldado, fue un éxito entre el público lector. En dicha autobiografía se presentaba a sí mismo como un innovador y el «padre» del brazo blindado alemán, tanto antes de la guerra como durante los años blitzkrieg. imaginándose a sí mismo como el maestro de la guerra relámpago entre 1939 y 1941; sin embargo esto era una evidente exageración. Las memorias alemanas de Guderian se publicaron por primera vez en 1950. En ese momento eran la única fuente accesible sobre el desarrollo de las fuerzas panzer, ya que los registros militares alemanes eran inaccesibles o se habían perdido. En consecuencia los historiadores basaron su interpretación de los acontecimientos históricos en la autobiografía sumamente egocéntrica de Guderian. Los biógrafos posteriores apoyaron el mito y lo embellecieron. En 1952 las memorias de Guderian se reimprimieron en inglés. El periodista y teórico militar británico Liddell Hart, después de obtener acceso a un grupo de generales de la Wehrmacht encarcelados en el campo de prisioneros de guerra n.º 1 en Grizedale Hall en el norte de Inglaterra debido a labor como conferenciante del Departamento de Inteligencia Política que participaba en el Programa de Reeducación, en un esfuerzo por usar su acceso privilegiado a Guderian y a otros oficiales alemanes le pidió a Guderian que dijera que había basado sus teorías militares en las de Liddell Hart, con el fin de aumentar su propia reputación como teórico y comentarista militar; este aceptó. Liddell Hart, por su parte, se convirtió en un entusiasta defensor del rearme de Alemania Occidental y del mito de la Wehrmacht inocente.
En estudios más recientes los historiadores comenzaron a cuestionar las memorias de Guderian y a criticar el mito que habían creado. Battistelli, al examinar el historial de Guderian, dijo que él no era el padre del panzerwaffe, sino que simplemente fue uno de varios innovadores. Las razones por las que destacó de su compatriota, posiblemente más capaz Lutz, fueron básicamente dosː en primer lugar, buscó ser el centro de atención y, en segundo lugar, fomentó una relación cercana con Hitler y el régimen nazi. Al presentarse a sí mismo como el padre de la guerra relámpago y congraciarse con los estadounidenses, evitó ser entregado a la Unión Soviética y a Polonia, cuya extradición solicitaron de manera persistente para que respondiera por los crímenes de guerra que tropas bajo su mando habían cometido en dichos países. Battistelli escribió que su habilidad más notable no fue como teórico o comandante sino como autor. Sus libros Achtung-Panzer! y Recuerdos de un soldado fueron un éxito de crítica y comercial después de su publicación y continúan siendo discutidos, investigados y analizados sesenta años después de su muerte.
Aunque Guderian evita en sus memorias indicar su auténtica relación con Hitler, este tenía un trato muy directo con el caudillo. Guderian era uno de los pocos generales de confianza que argumentaba sus ideas con coraje al Führer, quien por respuesta obviaba sus consejos. Guderian de carácter franco y colérico intentaba razonar con el líder buscando la comprensión de la situación en discusión mediante argumentos fundamentados en la experiencia y el conocimiento del frente llevando la controversia incluso a enfrentamientos verbales histéricos entre ambos.
Guderian era un táctico y un técnico capaz, dirigió a sus tropas con éxito en la invasión de Polonia, la batalla de Francia y durante las primeras etapas de la invasión de la Unión Soviética, especialmente en la batalla de Smolensk y la batalla de Kiev. Hart escribió que la mayor parte de su éxito provino de posiciones de tal fuerza que difícilmente podría perder: «nunca pudo lograr la victoria desde una posición de debilidad». Hart agregó que sus fortalezas fueron superadas por sus deficiencias, como crear deliberadamente animosidad entre su fuerza blindada y las otras armas militares, con consecuencias desastrosas. Sus memorias omitieron mencionar sus errores militares y su estrecha relación con Hitler.James Corum escribió en su libro The Roots of Blitzkrieg: Hans von Seeckt and German Military Reform que era un excelente general, un táctico de primer nivel y un hombre que jugó un papel central en el desarrollo de las divisiones Panzer, independientemente de sus memorias.

### Mito de la Wehrmacht inocente
Battistelli escribió que Guderian reescribió la historia en sus memorias, pero señala que la mayor reescritura de la historia no se produce en su supuesta paternidad de la fuerza panzer, sino en el encubrimiento de su culpabilidad por los crímenes de guerra cometidos durante la Operación Barbarroja. Unidades bajo su mando ejecutaron la infame Orden de los Comisarios, que implicó el asesinato de oficiales políticos del Ejército Rojo. También jugó un papel importante en la comisión de represalias después del levantamiento de Varsovia de 1944.

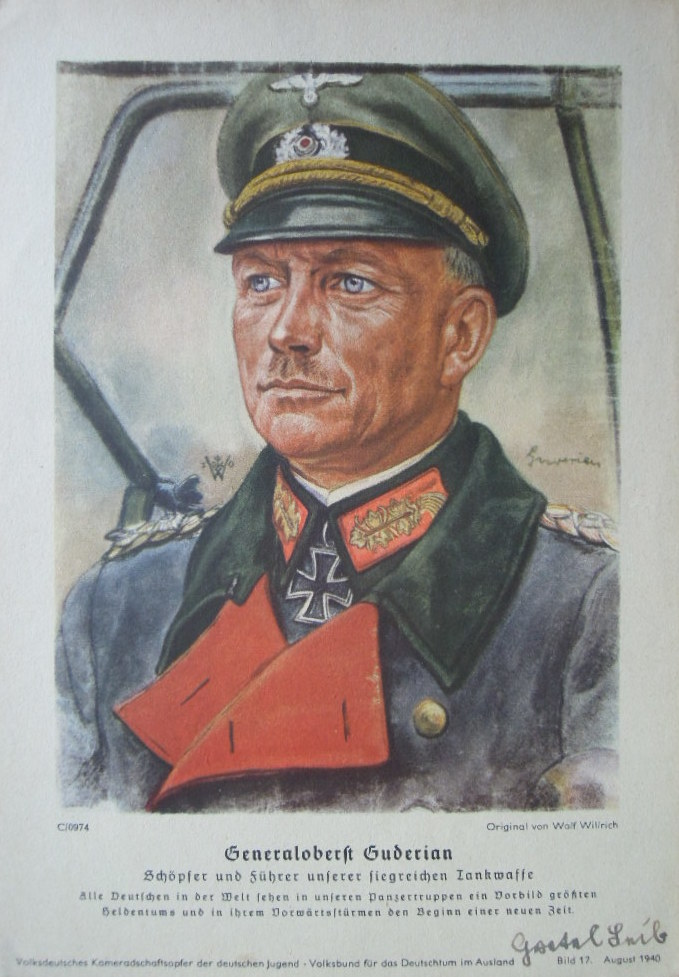
Reproducción de una postal propagandística de Guderian distribuida en agosto de 1941.

Como otros generales, las memorias de Guderian enfatizaron su lealtad a Alemania y al pueblo alemán; sin embargo, se olvidó de mencionar que Hitler compró esta lealtad con sobornos, incluidas propiedades territoriales y un pago mensual de 2000 Reichsmarks. Guderian escribió en sus memorias que le habían dado una herencia polaca como regalo de jubilación, por valor de 1,24 millones de Reichsmarks, la finca cubría un área de 2000 acres (809,4 ha) y estaba situada en Deipenhof (actual Głębokie, Polonia) en el área de Warthegau de la Polonia ocupada (Reichsgau de Wartheland). Los propietarios habían sido expulsados y la finca requisada. Tampoco mencionó que inicialmente había solicitado una propiedad tres veces más grande, solicitud que fue rechazada por Arthur Greiser el Gauleiter local, con el apoyo de Himmler. El Gauleiter se resistió a dar una propiedad tan opulenta a alguien que solo tenía el rango de coronel general.
En 1950 publicó un panfleto titulado ¿Se puede defender Europa Occidental? (en alemán: Kann Westeuropa verteidigt werden?) donde lamentaba que las potencias occidentales habían elegido el bando equivocado para aliarse durante la guerra, incluso cuando Alemania «estaba luchando por su mera existencia», como «defensora de Europa» contra la supuesta amenaza bolchevique. Guderian emitió una apologética por Hitler donde escribió: «Porque uno puede juzgar los actos de Hitler como se quiera, en retrospectiva su lucha fue por Europa, incluso si cometió terribles errores y equivocaciones». Afirmó que solo la administración civil nazi (no la Wehrmacht) era responsable de las atrocidades cometidas contra los civiles soviéticos y convirtió a Hitler en chivo expiatorio y al invierno ruso en la única razón de los reveses militares de la Wehrmacht, como lo hizo más tarde en su libro autobiográfico Recuerdos de un soldado; además, escribió que seis millones de alemanes murieron durante su expulsión de los territorios del Este de Europa por la Unión Soviética y sus aliados, mientras escribía también que los acusados ejecutados en los juicios de Núremberg (por crímenes de guerra como el Holocausto) eran «defensores de Europa».
Los historiadores Ronald Smelser y Edward J. Davies, en su libro The myth of the eastern front: The Nazi-Soviet War in American Popular Culture, concluyen que las memorias de Guderian están llenas de «falsedades atroces, medias verdades y claras omisiones» así como una absoluta «tontería». Guderian afirmó, contrariamente a la evidencia histórica, que la orden criminal de los comisarios no fue ejecutada por sus tropas porque «nunca llegó a [su] grupo panzer». También mintió sobre el Decreto Barbarroja que eximía preventivamente a las tropas alemanas del enjuiciamiento por crímenes cometidos contra civiles soviéticos, alegando que tampoco se llevó a cabo. Afirmó haber sido solícito con la población civil, que se esforzó por preservar los objetos culturales rusos y que sus tropas habían «liberado» a los ciudadanos soviéticos.
El historiador británico David Stahel escribió que los historiadores de habla inglesa presentaron con demasiada facilidad una imagen distorsionada de los generales alemanes en la era de la posguerra. En su libro Operation Barbarossa and Germany's defeat in the East, escribió:

Los hombres que controlaban los ejércitos de Hitler no eran hombres honorables, que cumplían sus órdenes como servidores obedientes del estado. Con un apoyo resuelto al régimen, los generales sin duda libraron una guerra de agresión después de otra, y, una vez que Barbarroja comenzó, participaron voluntariamente en el genocidio del régimen nazi.

En julio de 1976 la revista estadounidense líder en juegos de guerra, Strategy & Tactics, le seleccionó en el juego destacado del mes llamado Panzergruppe Guderian. La portada de la revista incluía una foto suya en traje militar, con su Cruz de Caballero y unos prismáticos, sugiriendo un papel de mando. La revista presentaba un perfil brillante de Guderian donde era identificado como el creador de la guerra relámpago y alabado por sus logros militares. Siguiendo los mitos de la posguerra el perfil postulaba que un comandante como este podría «funcionar en cualquier clima político y no verse afectado por él». Guderian se presentaba así como un profesional consumado que se mantuvo al margen de los crímenes del régimen nazi.

### Escritos
- — (2007). Recuerdos de un soldado (1.ª edición). Inédita Editores. ISBN 978-84-96364-80-6. OCLC 433647706.
- — (2011). Achtung-Panzer!: el desarrollo de los blindados, su táctica de combate y sus posibilidades operativas. Tempus/ Libros del Atril S.L. ISBN 978-84-92567-35-5. OCLC 1010979777.
- — (1942). Mit Den Panzern in Ost und West [Con los Panzers en Oriente y Occidente] (en alemán). Volk & Reich Verlag. OCLC 601435526.
- — (1950). Kann Westeuropa verteidigt werden? [¿Se puede defender Europa occidental?] (en alemán). Göttingen: Plesse-Verlag. OCLC 8977019.

## Condecoraciones
- Cruz de Hierro (1914)
  - 2.do grado (17 de septiembre de 1914)[144]
  - 1.er  grado (8 de noviembre de 1916)[144]
- Caballero de segunda clase de la Orden de Federico con Espadas (Württemberg) (15 de diciembre de 1915)[144]
- Comandante de la Orden de la Casa Ernestina de Sajonia de 2.do grado con Espadas (1 de julio de 1935)[144]
- Premio al servicio prolongado de la Wehrmacht de 1.er grado (1 de octubre de 1936)[144]
- Medalla conmemorativa de la guerra real húngara con Espadas (14 de enero de 1937)[144]
- Cruz de Honor 1914-1918[144]
- Medalla conmemorativa de la guerra con Espadas (Austria; 9 de marzo de 1937)[145]
- Medalla del Anschluss (13 de marzo de 1938)[145]
- Orden de San Sava de 1.er grado (21 de noviembre de 1939)[145]
- Broche de la Cruz de Hierro (1939)
  - 2.do grado (5 de septiembre de 1939)[144]
  - 1.er grado (13 de septiembre de 1939)[144]
- Cruz de Caballero de la Cruz de Hierro con Hojas de Roble
  - Cruz de Caballero el 27 de octubre de 1939 como General der Panzertruppe y comandante del XIX Cuerpo de Ejército[146][147]
  - 24.º Hojas de Roble el 17 de julio de 1941 como Generaloberst y comandante en jefe del 2.° Grupo Panzer[146][148]